# Julie Plank
Julie Plank, née à Colombus dans l'Ohio, est une joueuse puis entraîneuse américaine de basket-ball.

## Biographie
Elle joue au lycée de Hartley où elle remporte deux fois le titre de l’État en 1976 et 1978
Née à Colombus, elle est la meneuse des Buckeyes d'Ohio State contribuant au premier titre de champion de la Big Ten Conference en 1983, le premier de cinq titres consécutifs. Après avoir peu joué en freshman, la coach Tara VanDerveer la responsabilise faisant d'elle sa meneuse titulaire.
Elle commence sa carrière sur le banc dès 1984 à Capital University en Ohio, pour deux saisons pendant lesquelles l'université obtient 39 victoires pour 8 revers (80,9 %). De 1986 à 1995, elle est l'assistante de Tara VanDerveer au Cardinal de Stanford, qui se qualifient à huit reprises pur le tournoi final NCAA, dont quatre Final Four (1990-1992, 1995) et deux titres nationaux (1990, 1992). Elle est assistant coach de Jim Foster aux Commodores de Vanderbilt de 1997 à 1999 chargée du scouting et du recrutement, étant classée cinquième meilleure assistante coach de la NCAA en 1998. Sur ces trois expériences, elle obtient 343 victoires pour 104 revers (76,7 %). 
En 2008, elle est assistante coach au Lynx du Minnesota après l'avoir été huit ans au Fever de l'Indiana (dont deux finales de conférence en 2005 et 2007).
Coach des Mystics de Washington pour les saisons 2009 et 2010, elle obtient 38 victoires pour 30 revers, dont 22-12 et une première place dans la Conférence Est en 2010 pour la première fois depuis la fondation de la franchise. Elle redevient assistante du Dream d'Atlanta en 2013. 
De 1999 à 2000, elle est assistant coach de l'équipe nationale américaine qui remporte l'or olympique à Sydney.  

## Clubs successifs
Joueuse
- 1980-1984 ? : Buckeyes d'Ohio State

Entraîneuse 
- 1984-1986 : Capital University (assistante coach)
- 1986-1995 : Cardinal de Stanford (assistante coach)
- 1997-1999 : Commodores de Vanderbilt  (assistante coach)
- 1999-2000 : Équipe des États-Unis (assistante coach)
- 2000-2007 : Fever de l'Indiana (assistante coach)
- 2008 : Lynx du Minnesota (assistante coach)
- 2009-2010 : Mystics de Washington
- 2013 : Dream d'Atlanta (assistante coach)

## Palmarès
Joueuse
- Championne de high school avec Hartley (1976, 1978)
- Championne de la Big Ten avec les Buckeyes d'Ohio State (1983)

Entraîneuse 
- Championne NCAA 1990, 1992 (assistante)
- Médaille d'or des Jeux olympiques de 2000 à Sydney (assistante)